# Сан-Мігел-де-Сейде
Сан-Мігел-де-Сейде (порт. São Miguel de Seide; МФА: [ˈsɐ̃w mi.ˈgɛɫ dɨ ˈsɐj.dɨ]) — парафія в Португалії, у муніципалітеті Віла-Нова-де-Фамалікан. Розташована в північно-західній частині країни, на теренах історичної португальської провінції Дору-Міню. Входить до складу округу Брага. За адміністративним поділом, чинним до 1976 року, терени парафії були складовою провінції Міню. Належить до Бразької архідіоцезії Католицької церкви. Патрон — святий Михаїл. Площа — 1,5011 км². Населення — 1171 ос. (2011). Середньо урбанізований регіон. Густота населення — 780,09 осіб/км²
. Код — 031243.

## Назва
- Сейде (Сан-Мігел) (порт. Seide (São Miguel)) — офіційна назва.

## Населення
| Кількість мешканців | Кількість мешканців | Кількість мешканців | Кількість мешканців | Кількість мешканців | Кількість мешканців | Кількість мешканців | Кількість мешканців | Кількість мешканців | Кількість мешканців | Кількість мешканців | Кількість мешканців | Кількість мешканців | Кількість мешканців | Кількість мешканців |
| ------------------- | ------------------- | ------------------- | ------------------- | ------------------- | ------------------- | ------------------- | ------------------- | ------------------- | ------------------- | ------------------- | ------------------- | ------------------- | ------------------- | ------------------- |
| 1864                | 1878                | 1890                | 1900                | 1911                | 1920                | 1930                | 1940                | 1950                | 1960                | 1970                | 1981                | 1991                | 2001                | 2011                |
| 240                 | 233                 | 291                 | 316                 | 343                 | 300                 | 316                 | 461                 | 525                 | 573                 | 721                 | 789                 | 976                 | 1 125               | 1 171               |